# Jean Auguste Jules Loiseleur
Jean Auguste Jules Loiseleur, född den 4 oktober 1816 i Orléans, död där den 4 mars 1900, var en fransk skriftställare.
Loiseleur, som var bibliotekarie i sin hemstad, utgav bland annat Problèmes historiques (1867), Le masque de fer (1868), La doctrine secrète des templiers (1871) samt de i biografiskt avseende mycket värdefulla arbetena Les points obscurs de la vie de Molière (1877) och Molière; nouvelles controverses sur sa vie et sa famille (1886).